# Gimnàstica als Jocs Olímpics d'estiu de 1912 - concurs per equips, sistema suec
El concurs per equips, sistema suec va ser una de les quatre proves de gimnàstica artística que es van disputar als Jocs Olímpics d'Estocolm de 1912. La prova tingué lloc el 8 de juliol de 1912 i hi van prendre part 74 gimnastes de 3 nacions diferents. La competició es va celebrar a l'Estadi Olímpic d'Estocolm.

## Medallistes
| Or     | Plata     | Bronze  |
| Suècia | Dinamarca | Noruega |

## Classificació final

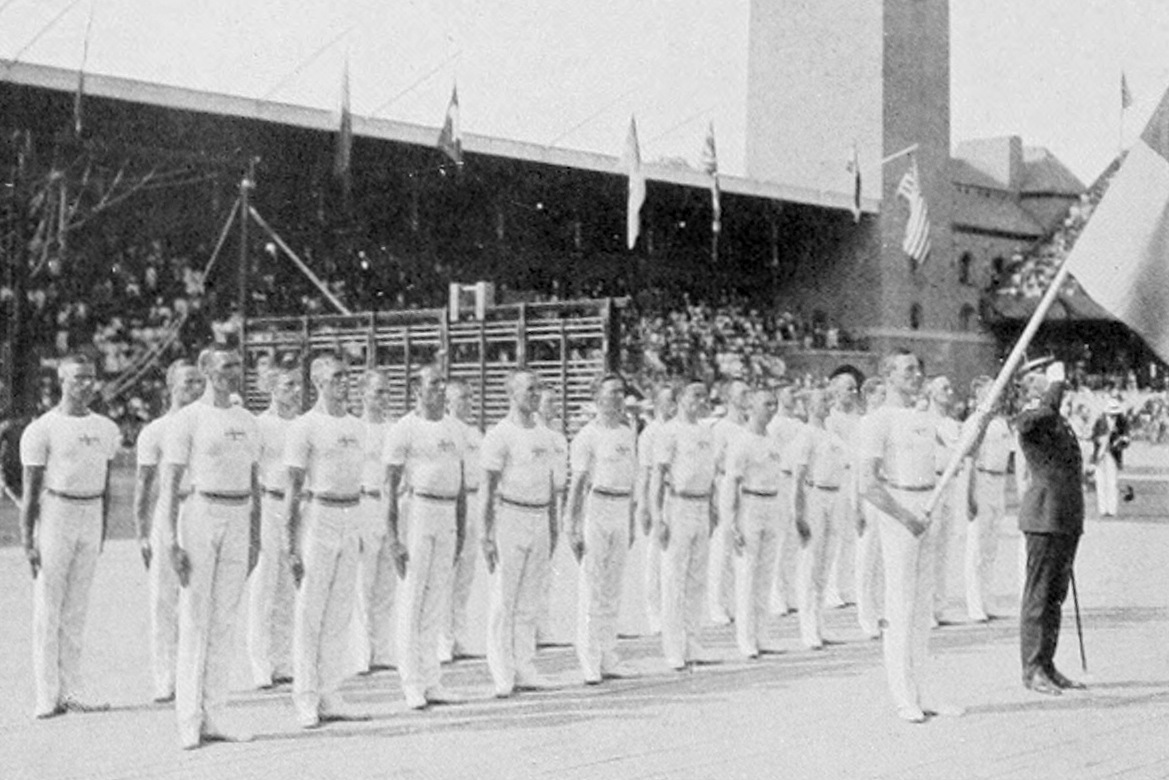
Equip suec, vencedor de la medalla d'or.

| Pos.   | Nació     | Gimnasta | Total  |
| ------ | --------- | --- | ------ |
| Or     | Suècia    | Per Bertilsson, Carl-Ehrenfried Carlberg, Nils Granfelt, Curt Hartzell, Oswald Holmberg, Anders Hylander, Axel Janse, Boo Kullberg, Sven Landberg, Per Nilsson, Benkt Norelius, Axel Norling, Daniel Norling, Sven Rosén, Nils Silfverskiöld, Carl Silfverstrand, John Sörenson, Yngve Stiernspetz, Karl-Erik Svensson, Karl-Johan Svensson, Knut Torell, Edvard Wennerholm, Claës-Axel Wersäll, David Wiman                                                  | 937.46 |
| Plata  | Dinamarca | Peter Andersen, Søren Peter Christensen, Ingvald Eriksen, George Falcke, Torkild Garp, Hans Trier Hansen, Johannes Hansen, Rasmus Hansen, Jens Kristian Jensen, Søren Alfred Jensen, Valdemar Bøggild, Karl Kirk, Jens Kirkegaard, Olaf Kjems, Carl Larsen, Jens Peter Laursen, Marius Lefevre, Povl Mark, Einar Olsen, Hans Pedersen, Hans Eiler Pedersen, Olaf Pedersen, Peder Pedersen, Aksel Sørensen, Søren Thorborg, Kristen Vadgaard, Johannes Vinther | 898.84 |
| Bronze | Noruega   | Arthur Amundsen, Jørgen Andersen, Trygve Bøyesen, Georg Brustad, Conrad Christensen, Oscar Engelstad, Marius Eriksen, Axel Henry Hansen, Petter Hol, Eugen Ingebretsen, Olaf Ingebretsen, Olof Jacobsen, Erling Jensen, Thor Jensen, Frithjof Olsen, Oscar Olstad, Edvin Paulsen, Carl Alfred Pedersen, Paul Pedersen, Rolf Robach, Sigurd Smebye, Torleif Torkildsen                                                                                         | 857.21 |